# Месар
Месар или касапин је особа која се бави клањем стоке, обрадом и прерадом меса и продајом прерађеног меса. Могу бити запослени у супермаркетима, кланицама или месарама (што је најчешћи случај).